# Atama Zedkaia
Leroij Atama Zedkaia (1931 - 19 de noviembre de 2010) fue la jefa suprema de Marshall, o Leroijlaplap, de Majuro. Fue madre de Jurelang Zedkaia, presidente de las Islas Marshall desde 2009 hasta 2012. Leroij es el título dado a la jefa suprema, o Leroijlaplap, en las Islas Marshall.

## Carrera
Encabezó el movimiento para separar a las Islas Marshall del resto del Territorio en Fideicomiso de las Islas del Pacífico y formar la República independiente de las Islas Marshall.
Fue considerada una figura clave en el movimiento de independencia de Marshall.  Trabajó para separar las Islas Marshall del resto de Micronesia, que en ese momento estaba incorporada al Territorio en Fideicomiso de las Islas del Pacífico. Según el periodista Giff Johnson, "Desde un punto de vista de líder tradicional, era muy activa apoyando el movimiento que era liderado por políticos aquí y que finalmente tuvo éxito en rechazar una constitución de Micronesia y luego desarrollar la Constitución de las islas Marshall en 1979, base del gobierno desde entonces ".

## Fallecimiento
Zedkaia murió el 19 de noviembre de 2010, a la edad de 79 años.  El ministro de asistencia del presidente Jurelang Zedkaia, Ruben Zackhras, declaró una semana de luto nacional. Se ordenó mantener hizada a media asta la bandera nacional hasta el 28 de noviembre de 2010.
Se realizó un funeral de estado en Majuro, habitual para los líderes tradicionales de Marshall.  Su ceremonia funeral fue la más grande en las Islas Marshall desde la muerte del expresidente Amata Kabua en 1996.  Aproximadamente 1,000 personas entre familiares y amigos, todos vestidos de negro, participaron en la procesión del funeral.  Los participantes marcharon detrás del coche fúnebre y la guardia de honor de la policía de Marshall.  Sus restos fueron trasladados del hospital Majuro al Nitijela, o edificio del parlamento, para el funeral, que fue transmitido en televisión nacional.
Después del servicios funerarios del estado sus restos fueron llevados a la Iglesia de la Asamblea de Dios en Majuro.
Su hijo, el presidente Jurelang Zedkaia, asumió el título de jefe supremo para todas las tierras gobernadas por Atama Zedkaia después de su muerte.